# Hannele Lauri
Ritva Hannele Lauri (Tampere, 21 luglio 1952) è un'attrice finlandese.

## Biografia
È nata nella città industriale di Tampere in Finlandia del sud da padre Arvi Markkula e madre Eine Markkula. La sua famiglia materna è originaria di Carelia. Dopo aver studiato all'Accademia di Arte Drammatica Finlandese dal 1971 al 1975 comincìo la sua carriera professionale ai teatri municipali di Jyväskylä e Turku. Dal 1983 è legata al teatro municipale di Helsinki (Helsingin Kaupunginteatteri).
Diventò famosa grazie ai suoi recitazioni comiche nelle produzioni televisive di Spede Pasanen negli anni 1980. Continuò a interpretare ruoli comici nelle seri televisive Hynttyyt yhteen (Una storia di due cugine che abitano insieme a Helsinki, 1991–1995) e Kuumia aaltoja (Storia comica di una donna vivendo la menopausa, 2003). Nelle seri drammatiche Ihmeidentekijät (1996–1998) e Parhaat vuodet (2000) interpreta il ruolo di una dottoressa.
Tra i suoi primi lavori sul palcoscenico ci fu Ofelia. Negli anni successivi ha interpretato vari ruoli di protagonista, come quello di Salme Isola al dramma finlandese Iso vaalee ("La grande bionda"). Inoltre ha interpretato I monologhi della vagina. Negli anni 2010 ha avuto ruoli secondari nei film finlandesi e continua a lavorare sul palcoscenico.

## Vita privata
Si è sposata con l'attore Hannu Lauri nel 1976, è divorziata nel 1994. Hanno due figli.

## Filmografia parziale

### Cinema
- Loma, regia di Risto Jarva (1976)
- Liian iso keikka, regia di Ere Kokkonen (1986)
- Uuno Turhapuro kaksoisagentti, regia di Spede Pasanen (1987)
- Kaikki pelissä, regia di Matti Kassila (1994)
- Suolaista ja makeaa, regia di Kaisa Rastimo (1995)
- Naisen logiikka, regia di Spede Pasanen (1999)
- Uuno Turhapuro - this is my life, regia di Ere Kokkonen (2004)
- Valkoinen kaupunki, regia di Aku Louhimies (2006)
- 21 modi per distruggere un matrimonio (21 tapaa pilata avioliitto), regia di Johanna Vuoksenmaa (2013)

### Televisione
- Gabriel, tule takaisin, regia di Mirjam Himberg - film TV (1979)